# 一〇式自由気球
一〇式自由気球（ひとまるしきじゆうききゅう）は、大日本帝国海軍が用いた自由気球。一号型自由気球（いちごうがたじゆうききゅう）とも呼ばれる。

## 概要
1921年（大正10年）度、海軍は藤倉工業よりイギリス製のものを基にした自由気球2基を購入し、これらは1922年（大正11年）3月4日に第一号および第二号自由気球と命名された。
1924年（大正13年）4月21日には、これらに対する「一号型自由気球」という呼称が定められた。その後も、1925年（大正14年）までに少なくとも六号までの一号型自由気球が調達されている。1927年（昭和2年）5月12日には、兵器としての採用に伴い「一〇式自由気球」へと改称されている。
これらは霞ヶ浦海軍航空隊や横須賀海軍航空隊に配備され、実用の繋留気球の繋留索が何らかの事故によって切断された場合に備えての着陸法や、飛行船の指揮・操縦法の訓練などを目的として、自由気球演習に使用された。
気嚢は球形かつゴム引された綿布製で、上部に引裂弁、頂部に手動弁を備え、弁索を介して吊籠からこれらの弁を操作することで気球の操縦を行う。気嚢下部には送気口があり、ここから水素ガスを供給して膨張・浮揚する。吊籠は藤製で、中間索を介して気嚢表面の麻縄製覆綱と接続されている。吊籠には操縦に用いるバラストに加えて計測装置、地図、着陸用の降陸索と錨索などが備わっている。

## 諸元
出典：『日本の軍用気球』 344頁。
- 気嚢直径：11.6 m
- 気嚢容積：816.0 m3
- 固定重量：288 kg
- 有効搭載量：528 kg
- 昇騰限度：7,250 m（乗員1名時）
- 乗員：数名